# Annika Lyytikäinen
Annika Lyytikäinen, född 1995, är en finlandssvensk musiker och politiker. Sedan 2020 är hon ordförande för Finlands Kristdemokratiska Unga.   Lyytikäinen är utbildad musikmagister från Sibelius-Akademin och avlägger magisterstudier i ekonomi vid Svenska Handelshögskolan i Helsingfors. 
Lyytikäinen gick med och engagerade sig i såväl ungdomsförbundet KD Unga som moderpartiet redan som minderårig.  Innan hon blev vald till ordförande för KD Unga var hon viceordförande för organisationen.  Sedan 2019 är Lyytikäinen invald i Folktingets kultur- och mediautskott  och sedan 2020 representerar hon Kristdemokratisk Ungdom i Norden i Ungdomens Nordiska Råds presidium.  I september 2021 meddelade hon att hon inte strävar efter fortsättning som ordförande för KD Unga. 
Lyytikäinen är klarinettist och folkmusiker och uppträder bland annat sedan 2014 med duon Aléa tillsammans med kantelespelaren Aurora Visa. 